# 1480 en musique classique
| \| • Retour à la chronologie générale de la musique classique • \| |
| Grèce • Rome • Haut Moyen Âge • VIIIe siècle • IXe siècle • Xe siècle • XIe siècle XIIe siècle • XIIIe siècle • XIVe siècle • XVe siècle • XVIe siècle • XVIIe siècle XVIIIe siècle • XIXe siècle • XXe siècle • XXIe siècle |
| • Retour à la chronologie générale de la musique classique • |

| Années en musique classique : 1477 - 1478 - 1479 - 1480 - 1481 - 1482 - 1483    |
| Décennies en musique classique : 1450 - 1460 - 1470 - 1480 - 1490 - 1500 - 1510 |

## Naissances

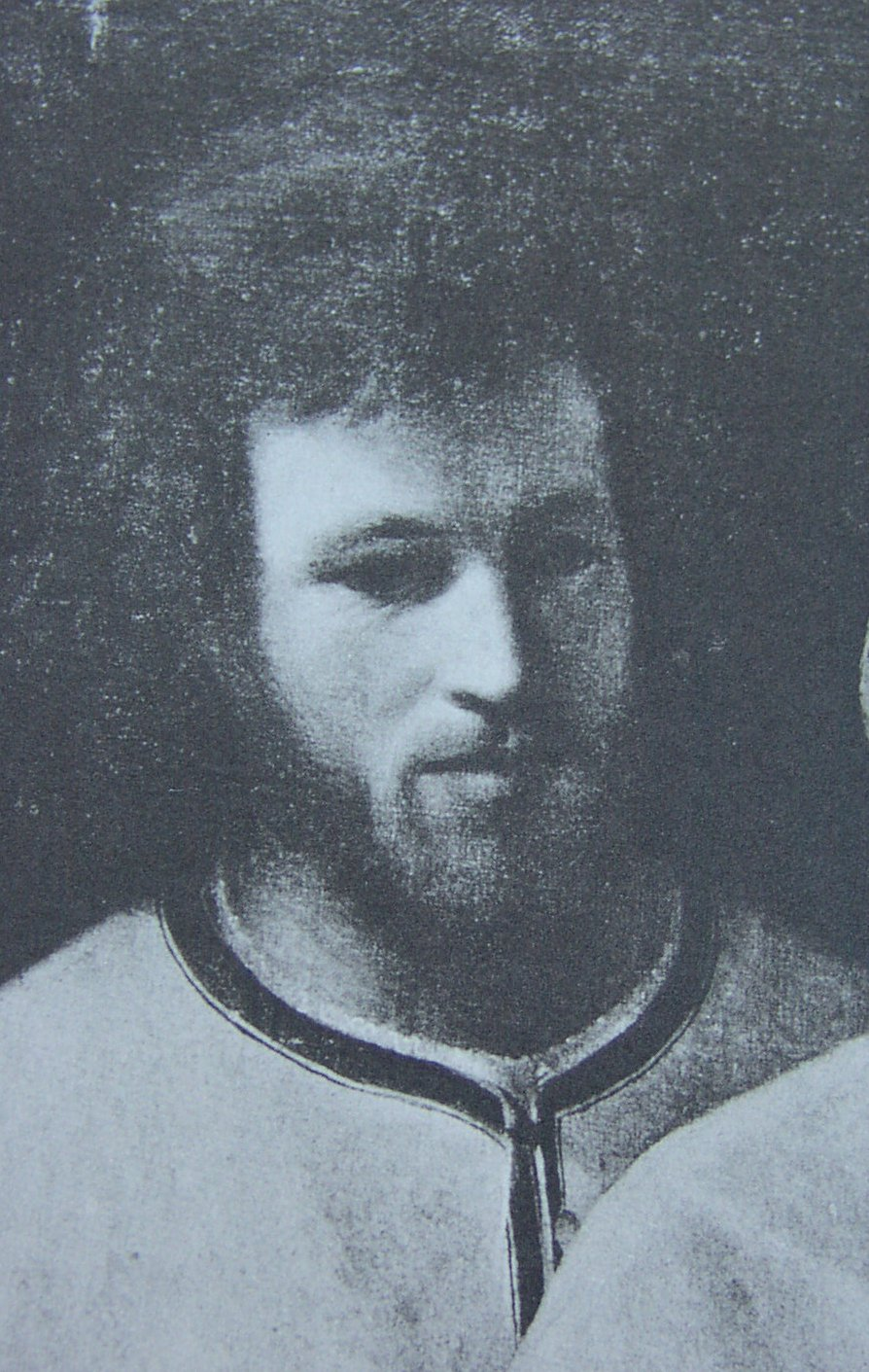
Philippe Verdelot

- Noël Bauldeweijn, compositeur franco-flamand († 1530).

Vers 1480 :
- Nicolas Liégeois, compositeur franco-flamand († 20 septembre 1533).
- Philippe Verdelot, compositeur français († vers 1552).

## Décès
- 6 juillet : Antonio Squarcialupi, compositeur et organiste italien (° 27 mars 1416).

Vers 1480 :
- Petrus Wilhelmi de Grudencz (Piotr z Grudziądza), compositeur prussien (polonais) († vers 1400).